# منتخب إسكتلندا لكرة السلة
منتخب إسكتلندا لكرة السلة هو ممثل إسكتلندا الرسمي في المنافسات الدولية في كرة السلة. ينتمي إلى منطقة الاتحاد الأوروبي لكرة السلة. انضم إلى الاتحاد الدولي لكرة السلة في عام 1947.

## البطولات التي شارك فيها
- بطولة أمم أوروبا لكرة السلة